# Simon Neil
Simon Neil, de son nom complet Simon Alexander Neil, né le 31 août 1979 à Irvine en Écosse, est un chanteur et guitariste connu pour son travail au sein de Biffy Clyro et de Marmaduke Duke.

## Biographie
Simon Neil forme Biffy Clyro en 1995, à 15 ans, avec Ben Johnston à la batterie et un certain Barry à la basse sous l'appellation Screwfish. Barry est vite remplacé par James Johnston, le frère jumeau de Ben, ce qui lance définitivement le groupe. En 1997, le trio s'installe à Glasgow, où Neil étudie l'électronique dans la musique à l'Université de Glasgow, ainsi que le cinéma et la télévision pendant un an avant de poursuivre sur la musique à plein temps. Entre-temps, il élargit considérablement ses goûts musicaux.
En 2000, le groupe est repéré sur la scène des groupes indépendants au T in the Park par un représentant de Beggars Banquet Records. Peu après, ils signent auprès du label.
Biffy Clyro a depuis sorti sept albums dont un live et a tourné sans relâche. Les paroles des chansons du groupe proviennent souvent d'un carnet qu'il tient près de son lit.
Neil joue avec JP Reid, membre du groupe de l'Ayrshire Sucioperro, sous le pseudonyme "The Atmosphere" pour former Marmaduke Duke. Ils produisent ainsi deux albums, The Magnificent Duke en 2005 et Duke Pandemonium en 2009.
Dans une vidéo Youtube, de 2014 de la BBC Radio. « How To play Many of Horror ». à la 9:51 minute. Simon y révèle qu'il a joué du violon avant de jouer de la guitare.

## Vie privée
Neil vit à Ayr avec sa femme Francesca Neil, professeur d'anglais à la Cumnock Academy, qu'il a épousé à l'église St Columba d'Ayr le 5 janvier 2008. Un tatouage sur la poitrine de Neil, God Only Knows What I’d Be Without You, est tiré des paroles de la chanson des Beach Boys.  C'est un hommage à son épouse Francesca, cette chanson étant celle choisie par le couple pour l'ouverture du bal de son mariage.

## Discographie

### Avec Biffy Clyro
- 2002 : Blackened Sky
- 2003 : The Vertigo of Bliss
- 2004 : Infinity Land
- 2007 : Puzzle
- 2008 : Singles 2001-2005
- 2009 : Missing Pieces – The Puzzle B-Sides
- 2009 : Only Revolutions
- 2010 : Lonely Revolutions
- 2011 : Revolutions : Live at Wembley
- 2013 : Opposites
- 2013 : Opposites : Live from Glasgow
- 2014 : Similarities
- 2016 : Ellipsis
- 2019 :Balance, Not Symmetry
- 2020: A Celebration Of Ending

### Avec Marmaduke Duke
- 2005 : The Magnificent Duke
- 2009 : Duke Pandemonium

## Matériel

### Guitares
- Fender Standard Stratocasters[1]
- Fender 1960 Custom Shop Stratocasters[1]
- Fender 50s Stratocaster Relic[1]
- Fender Telecaster Standard[1]
- Fender Telecaster Custom '62[1]
- Squier Simon Neil Signature Stratocaster[1]
- Patrick Eggle New York[1]
- Manson MA-2[1]
- Manson Works #008[1]
- Gibson ES-335 Figured 60s Cherry

### Pédales
- BOSS TU-2 Chromatic Tuner[1]
- BOSS MD-2 Distortion[1]
- BOSS MT-2 Metal Zone[1]
- BOSS DD-6 Digital Delayx2 [1]
- BOSS LS-2 Line Selector[2]
- BOSS DS-1 Distortion[1]
- BOSS HM-2 Heavy Metal[1]
- Dunlop Cry Baby Wah Wah[2]

### Amplis
- Peavey Delta Blues Combo[1]
- Fender Hot Rod Deville 4x10 Combo[1]
- Marshall 1959SLP Head[1]
- Peavey Classic Head[1]
- Hayden MoFo 30W tube head with Hayden 4x12[1]
- Mesa Boogie Dual Rectifier Head[1]